# Hygroamblystegium caudicaule
Hygroamblystegium caudicaule là một loài Rêu trong họ Amblystegiaceae. Loài này được (Müll. Hal.) Broth. mô tả khoa học đầu tiên năm 1908.